# 迈凯伦570S
ch
迈凯伦570S（英語：McLaren 570S）是迈凯伦汽车设计和制造的超级跑车，于2015年在纽约国际车展上揭幕。该款车型在英国定价为143,250英镑，而北美市场定价约为180,000美元。迈凯伦预计该款跑车可以帮助该公司在2020年前销售额翻两番，

## 设计
该车拥有新一代代号为“M838T E”的3.8升双涡轮增压V8发动机，此引擎较前一代又大约百分之三十的部分得到了重新设计，之前已经在迈凯伦650S和迈凯伦P1上使用。该引擎为中置发动机配置，通过7速变速箱提供562匹制動馬力（419千瓦特）。该车自重1,313（2,895英磅）,功率重量比为每吨428匹制動馬力（319千瓦特），燃油效率为25.5英里每英制加侖（11.1公升每100；21.2英里每美制加侖），二氧化碳排放量为每公里258克。
迈凯伦汽车推出570S的目的，是在已有的强调运动性能的产品之外，提供一种拥有较大空间、更适合日常实用性的款式。

## 分支

### 540C
在2015年上海国际车展上，迈凯伦还推出了540C作为其入门型号，该型号能提供533匹制動馬力（397千瓦特）。540C的售价比570S更低，约为126,000英镑。不过该型号不会再美国市场出现，因为迈凯伦公司希望在北美市场重点销售570S。

## 图片

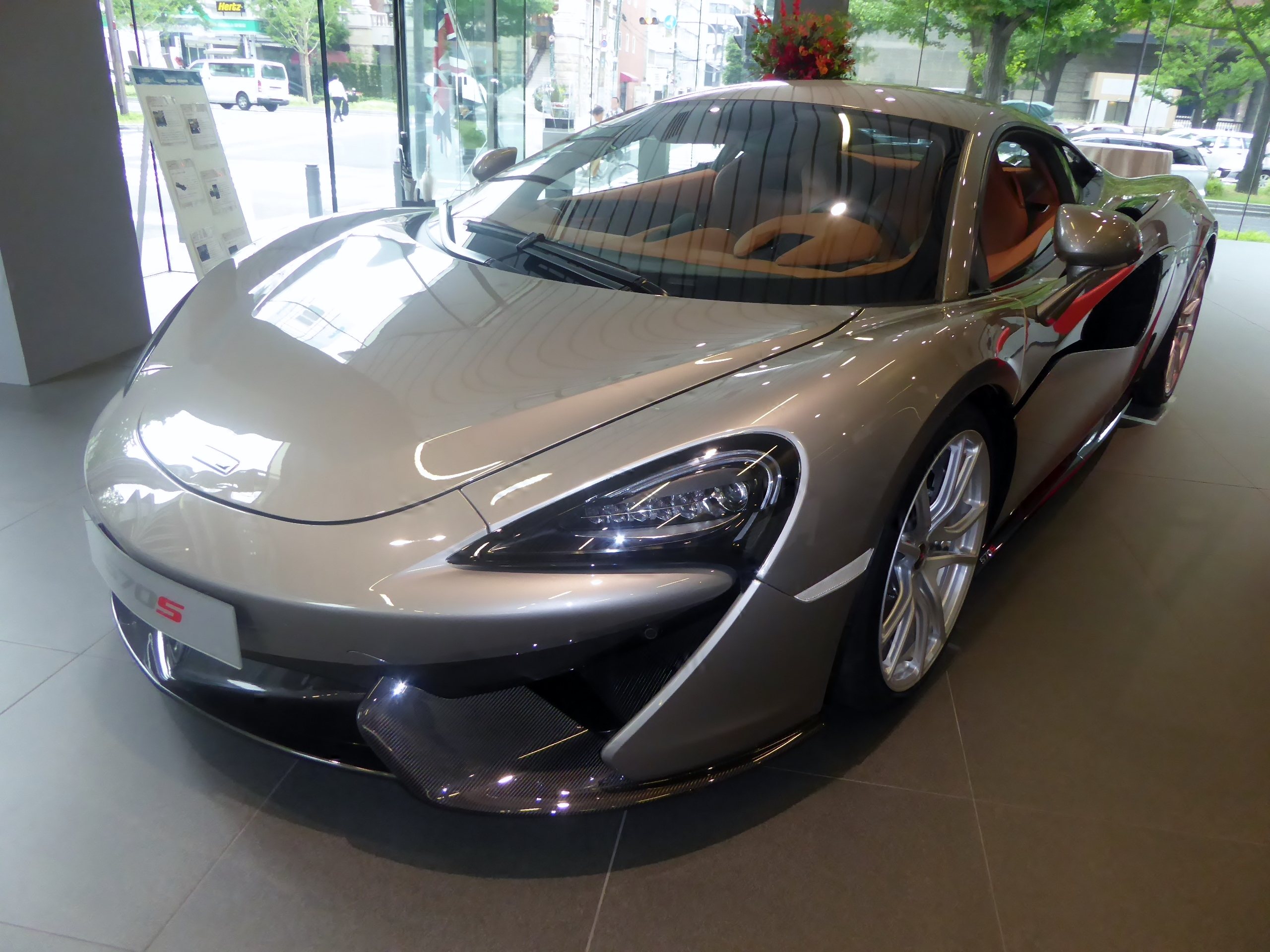
570S前脸
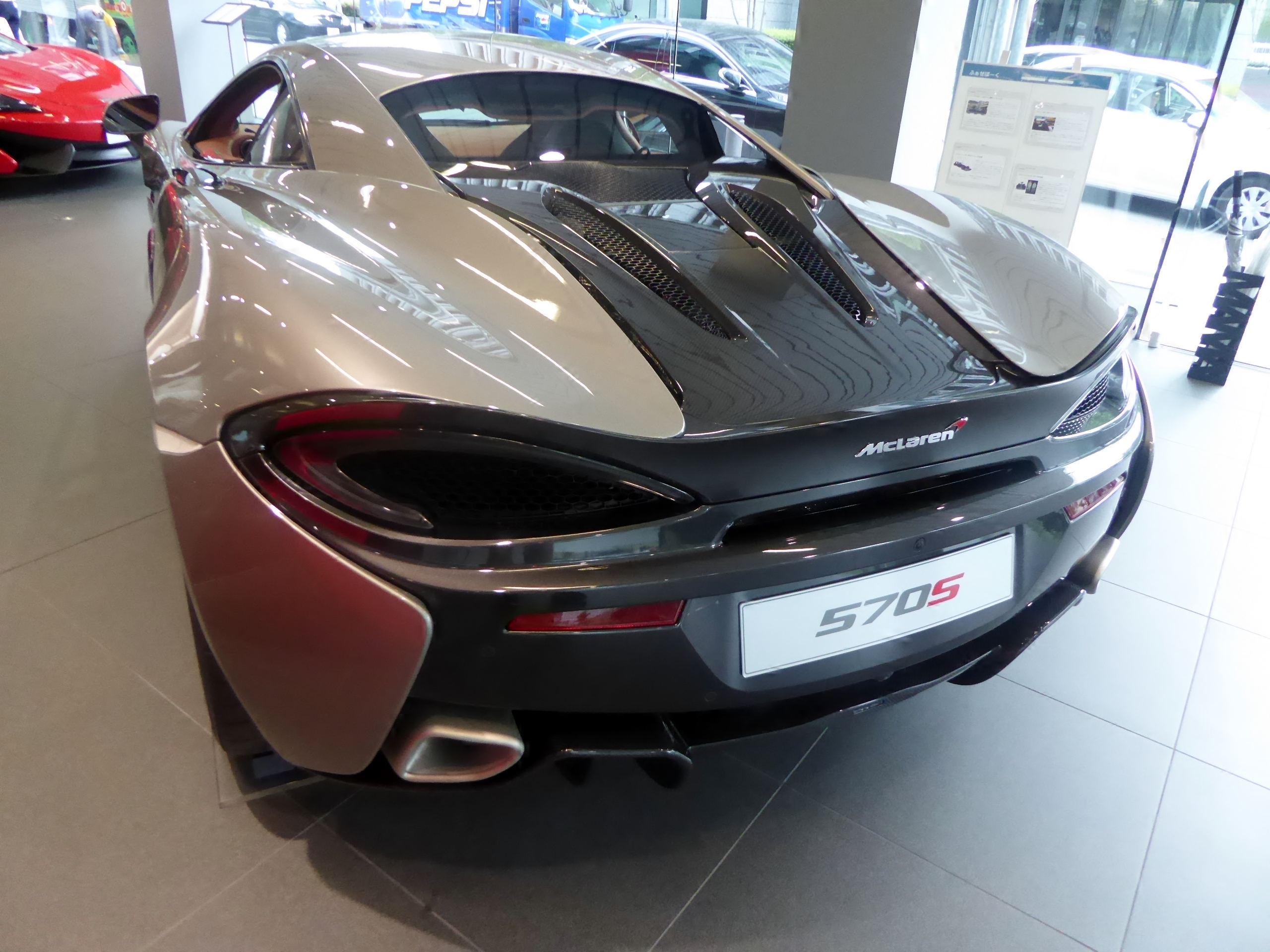
570S车尾
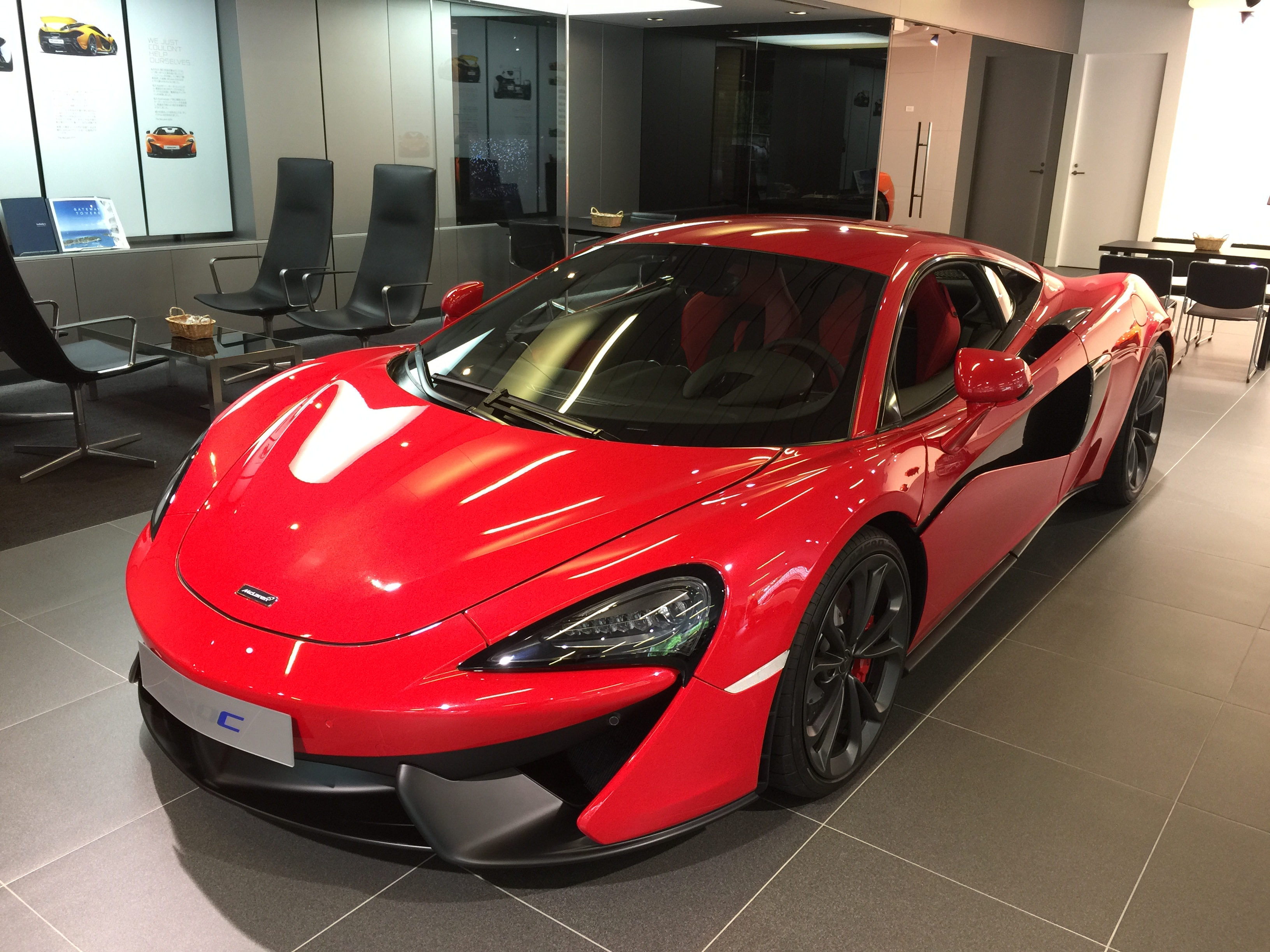
540C前脸
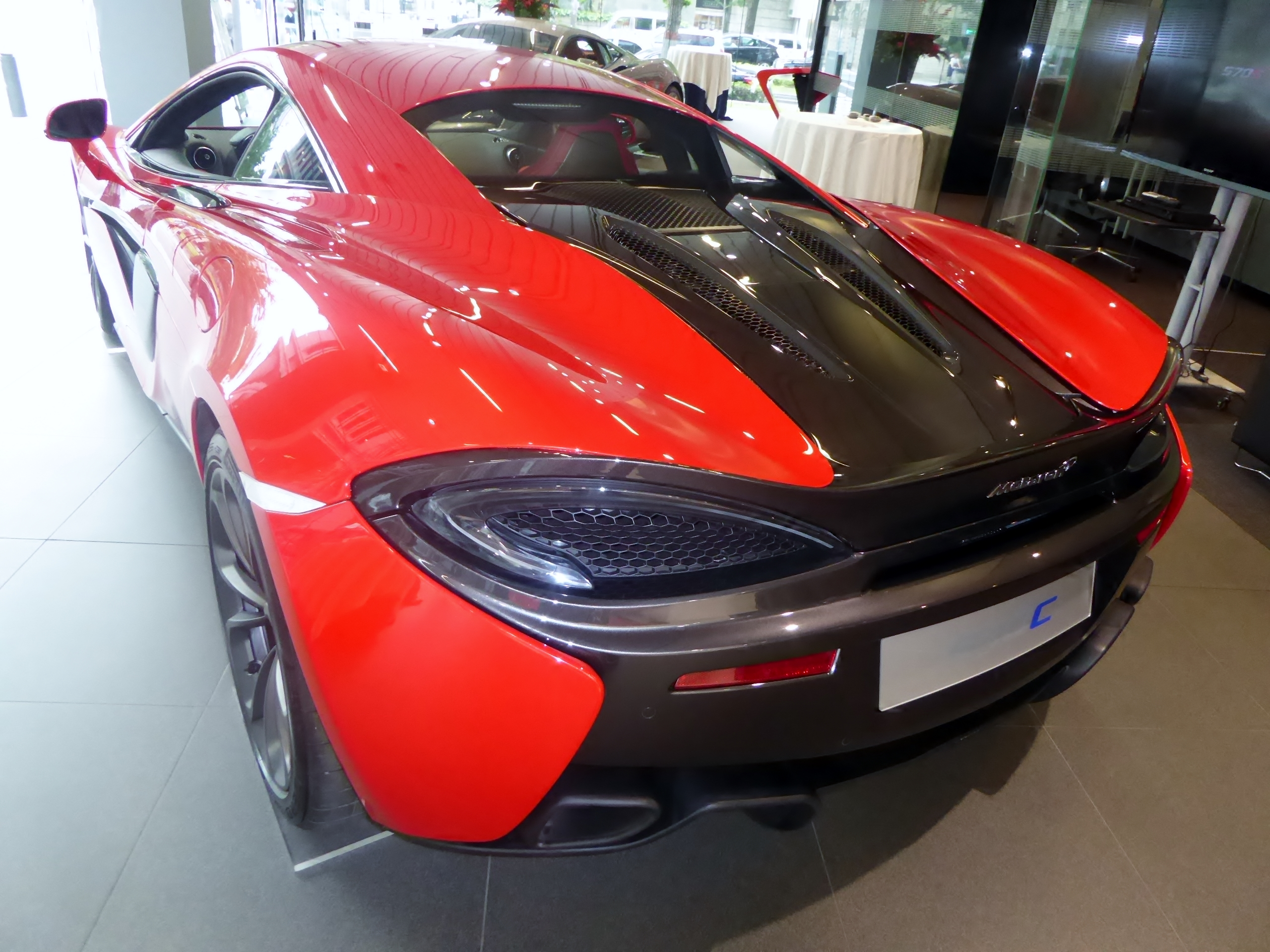
540C车尾
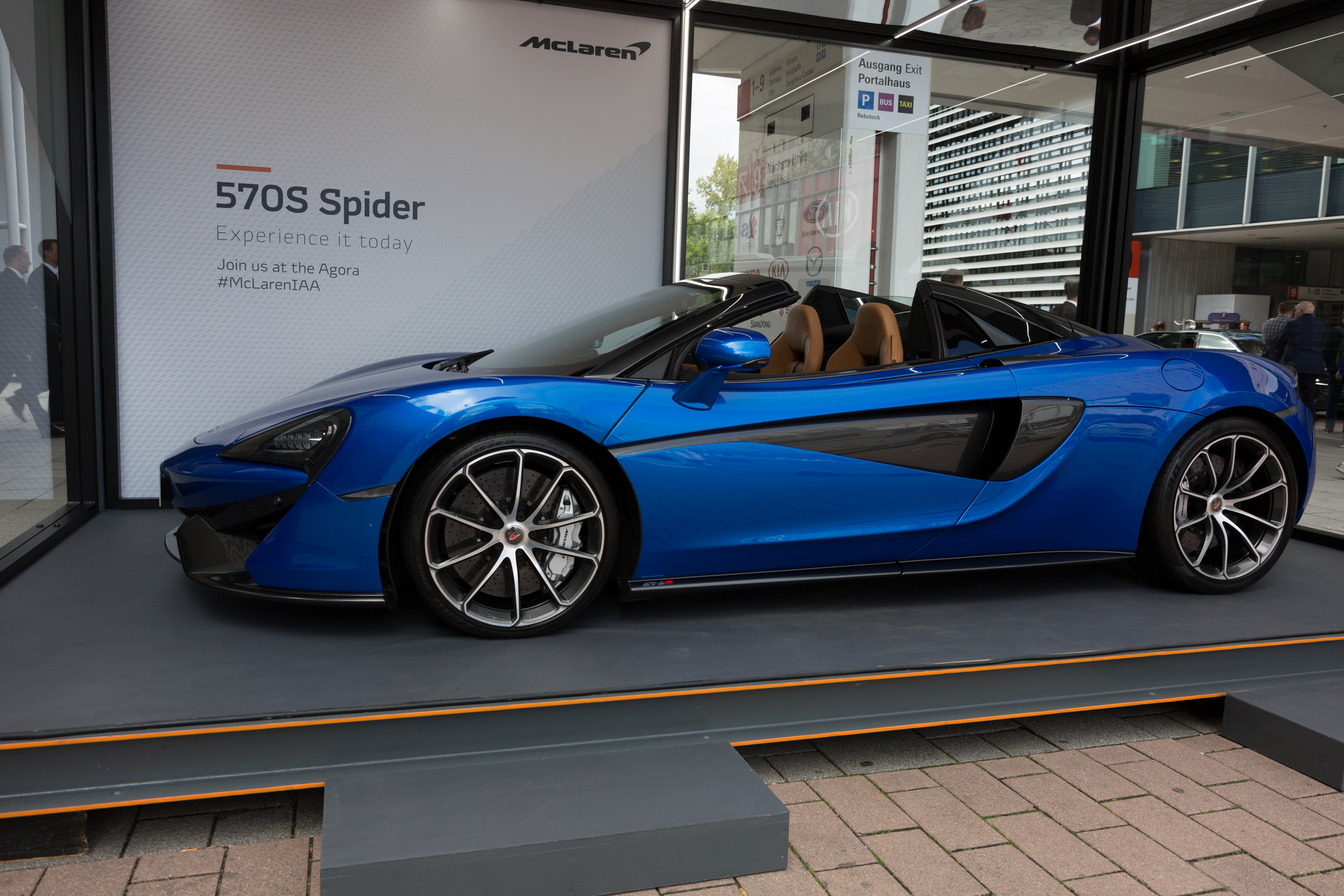
570S Spider